# Feud (série de televisão)
Feud é uma série de televisão americana do gênero docudrama criada por Ryan Murphy, Jaffe Cohen e Michael Zam, que estreou na FX em 5 de março de 2017. A série é baseada no livro Best Actress de Jeff Cohen e Michael Zam. Concebida como uma série de antologia, sua primeira temporada, intitulada Bette and Joan, centra-se na batalha de bastidores entre as atrizes de Hollywood Bette Davis e Joan Crawford durante a produção do filme What Ever Happened to Baby Jane? de 1962. Jessica Lange e Susan Sarandon estrelam como Crawford e Davis, respectivamente. Judy Davis, Jackie Hoffman, Alfred Molina, Stanley Tucci e Alison Wright participaram com papéis coadjuvantes. As atrizes Catherine Zeta-Jones e Kathy Bates também aparecem.
Aclamada pela crítica, com grandes elogios às atuações de Lange e Sarandon, a série recebeu vários elogios e indicações à prêmios. Recebeu 18 indicações no Emmy de 2017 e ganhou duas, incluindo Melhor Penteado e Maquiagem (Não Protética). Bette and Joan também recebeu nomeações para seis Prêmios Critics' Choice Television, quatro Prêmios Globo de Ouro, dois Prêmios Screen Actors Guild e três Television Critics Association Awards.
Em 28 de fevereiro de 2017, o canal FX renovou a série para uma segunda temporada de 10 episódios, inicialmente intitulado Charles & Diana, que se concentraria no relacionamento de Charles, Príncipe de Gales e Diana, Princesa de Gales. O projeto acabou sendo descartado.
Após um hiato, em abril de 2022, foi anunciado que a segunda temporada seria Capote vs. The Swans, com Jon Robin Baitz atuando como showrunner/escritor, Gus Van Sant como diretor e Naomi Watts estrelando como Babe Paley. A temporada se concentrará nas consequências de uma história roman à clef escrita pelo autor Truman Capote baseada na vida de várias socialites de Nova York. A estreia está programada para 31 de janeiro de 2024.

## Sinopse
A série centra-se na batalha de bastidores entre Bette Davis (Susan Sarandon) e Joan Crawford (Jessica Lange) durante a produção do filme What Ever Happened to Baby Jane? de 1962.

## Elenco e personagens

### Principal
- Jessica Lange como Joan Crawford
- Susan Sarandon como Bette Davis
- Judy Davis como Hedda Hopper
- Jackie Hoffman como Mamacita
- Alfred Molina como o diretor/produtor Robert Aldrich
- Stanley Tucci como Jack L. Warner
- Alison Wright como Pauline Jameson

### Recorrente
- Catherine Zeta-Jones como Olivia de Havilland
- Kathy Bates como Joan Blondell
- Kiernan Shipka como B. D. Hyman
- Dominic Burgess como Victor Buono
- Reed Diamond como Peter
- Joel Kelley Dauten como Adam Freedman
- Molly Price como Harriet Foster Aldrich
- Ken Lerner como Marty

### Figuras históricas
Feud apresenta participações de vários atores, diretores e outras figuras históricas do período, incluindo:
- Alisha Soper como Marilyn Monroe
- Mark Valley como Gary Merrill
- Jake Robards como Patrick O'Neal
- Lizz Carter como Margaret Leighton
- Kris Black como Cliff Robertson
- Jon Morgan Woodward como Alfred Steele
- Tom Berklund como Fred MacMurray
- Kerry Stein como Louis B. Mayer
- Scott Vance como Michael Curtiz
- Toby Huss como Frank Sinatra
- Cameron Cowperthwaite como Michael Parks
- Daniel Hagen como Michael Luciano
- Taylor Coffman como Lee Remick
- Sarah Paulson como Geraldine Page
- Cash Black como Rip Torn
- Raymond J. Barry como Hal LeSueur
- Serinda Swan como Anne Bancroft
- Paris Verra como Patty Duke
- Phillip Boyd como Maximilian Schell
- Anthony Crivello como David Lean
- Bryant Boon como Gregory Peck
- Louis B. Jack como Ed Begley
- Anthony Tyler Quinn como Wendell Corey
- Eric Callero como Jack Lord
- Lindsay Hanzl como Eva Marie Saint
- Greg Winter como Robert Stack
- John Waters como William Castle
- John Rubinstein como George Cukor
- Earlene Davis como Agnes Moorehead
- Matthew Glave como Joseph Cotten
- James Hawthorn como Bruce Dern
- Melissa Russell como Diane Baker

## Episódios

### 1ª temporada:Bette and Joan(2017)
| N.º | Título | Dirigido por          | Escrito por                            | Exibição original   | Cód. de produção | Audiência (milhões) |
| --- | --- | --------------------- | -------------------------------------- | ------------------- | ---------------- | ------------------- |
| 1 | "Pilot" "(Piloto)" | Ryan Murphy           | Jaffe Cohen, Michael Zam & Ryan Murphy | 5 de março de 2017  | 1WBB01           | 2.26                |
| Em 1978, o cineasta Adam Friedman entrevista Olivia de Havilland e Joan Blondell para um documentário sobre a complexa relação entre Joan Crawford e Bette Davis. Dezessete anos antes, com sua carreira em declínio gradual, Joan apresenta uma adaptação para o cinema do romance de terror What Ever Happened to Baby Jane? para Bette e o diretor Robert Aldrich. Aldrich, por sua vez, leva Baby Jane até Jack L. Warner, que embarca apesar de seu ódio pelas duas mulheres. Mas quando as filmagens começam, o narcisismo agudo de Joan e as opiniões fortes de Bette rapidamente os colocam em conflito. | |                       |                                        |                     |                  |                     |
| 2 | "The Other Woman" "(A Outra Mulher)"                                                                                  | Ryan Murphy           | Tim Minear                             | 12 de março de 2017 | 1WBB02           | 1.32                |
| Bette e Joan agem de acordo com seu interesse comum para eliminar uma atriz coadjuvante vistosa, mas seus problemas em casa transbordam no trabalho. Jack força Aldrich a criar um jogo de poder entre as duas atrizes para exagerar. | |                       |                                        |                     |                  |                     |
| 3 | "Mommie Dearest" "(Mamãezinha Querida)"                                                                               | Gwyneth Horder-Payton | Tim Minear                             | 19 de março de 2017 | 1WBB03           | 1.08                |
| Bette e Joan aprendem alguns detalhes íntimos uma da outra, mas sua animosidade atinge o clímax no set quando as filmagens acabam. | |                       |                                        |                     |                  |                     |
| 4 | "More, or Less" "(Mais, ou Menos)"                                                                                    | Liza Johnson          | Gina Welch & Tim Minear                | 26 de março de 2017 | 1WBB04           | 1.21                |
| Contrariando todas as expectativas, Baby Jane é um grande sucesso. Sem nenhuma outra oferta de filme, o ciúme de Joan aumenta à medida que o desempenho de Bette é aclamado pela crítica. Ela teme não conseguir uma indicação ao Oscar, mas Bette sim. Enquanto isso, Pauline espera dirigir seu próprio filme, mas é desencorajada pela falta de apoio de Aldrich e Joan. | |                       |                                        |                     |                  |                     |
| 5 | "And the Winner is... (The Oscars of 1963)" "(E a Vencedora é... (O Oscar de 1963))"                                  | Ryan Murphy           | Ryan Murphy                            | 2 de abril de 2017  | 1WBB05           | 1.36                |
| Bette está a caminho de ganhar o terceiro Oscar de Melhor Atriz. Joan e Hedda Hopper lançam uma campanha clandestina contra ela. Joan intimida a nomeada Geraldine Page a pular a cerimônia e permitir que Joan aceite o prêmio em seu nome se ela ganhar; Anne Bancroft, impossibilitada de comparecer, também permite que Joan aceite seu prêmio. Oferecendo-se como apresentadora, Joan chega à cerimônia do Oscar de 1963 vestida como um "Oscar de prata". Com Olivia de Havilland chocada e Bette arrasada assistindo, Joan aceita o Oscar de Bancroft. | |                       |                                        |                     |                  |                     |
| 6 | "Hagsploitation" "(Hagsploitation)"                                                                                   | Tim Minear            | Tim Minear & Gina Welch                | 9 de abril de 2017  | 1WBB06           | 1.06                |
| Enquanto Joan promove seu novo filme, Strait-Jacket, Jack convoca Aldrich para escrever e dirigir um novo filme no gênero "Hagsploitation" de sucesso. Aldrich finalmente leva seu roteiro, chamado Hush... Hush, Sweet Charlotte, para Darryl F. Zanuck para produzir, irritando Jack. Aldrich atrai Joan em troca do faturamento superior e Bette em troca do controle criativo. Bette se torna cada vez mais irracional, e as suspeitas de Joan sobre a influência de Bette sobre Aldrich são confirmadas quando Joan ouve Bette tomando champanhe com ele. | |                       |                                        |                     |                  |                     |
| 7 | "Abandoned" "(Abandonada)"                                                                                            | Helen Hunt            | Jaffe Cohen & Michael Zam              | 16 de abril de 2017 | 1WBB07           | 1.31                |
| Com o divórcio pendente de Robert, ele e Bette têm um caso. No local, filmando Hush... Hush, Sweet Charlotte, Joan se sente desrespeitada pela produção (especialmente depois de ser deixada para trás quando a produção terminou em Baton Rouge) e começa a se ressentir da contribuição criativa de Bette como produtora. Por outro lado, Bette está saboreando seu novo papel como produtora, mas é assombrada pelos maus-tratos de Jack Warner quando ela começou em Hollywood. Quando as filmagens retornam a Los Angeles, Joan finge uma doença para interromper a produção na esperança de que a 20th Century Fox cancele o filme. Ela finalmente descobre que o estúdio a está processando por quebra de contrato e, enquanto está no hospital, fica sabendo via rádio que Olivia a substituiu. Histérica, Joan destrói seu quarto de hospital e Mamacita a deixa. | |                       |                                        |                     |                  |                     |
| 8 | "You Mean All This Time We Could Have Been Friends?" "(Quer Dizer Que Todo Esse Tempo Nós Podíamos Ter Sido Amigas?)" | Gwyneth Horder-Payton | Gina Welch                             | 23 de abril de 2017 | 1WBB08           | 1.30                |
| Após o fracasso crítico de seu último filme, Trog, e fotos publicitárias ruins, Joan oficialmente se retira da atuação. Nos anos seguintes, ela se muda para a cidade de Nova York. Percebendo o quão miserável ela está sozinha, ela se reconcilia com Mamacita e sua filha, Cathy. Uma noite, Joan alucina Jack e Hedda dando uma festa em seu apartamento, onde ela se junta a eles e mais tarde Bette se junta a eles. Na fantasia, Joan e Bette encerram sua rivalidade e falam civilizadamente uma sobre a outra. Em meados de 1977, a saúde de Joan se deteriora rapidamente e ela morre com Mamacita ao seu lado. Enquanto isso, Bette, que tem trabalhado consistentemente desde Sweet Charlotte, fica sabendo da morte de Joan através de um jornalista que pede comentários. Bette responde com um comentário negativo final para Joan. No Oscar de 1978, Adam termina suas entrevistas para seu documentário, com Bette se recusando a participar. Bette, Olivia e outros expressam tristeza com a breve aparição de Joan no segmento In Memoriam, ao mesmo tempo em que ficam horrorizados com a brevidade do momento. Um flashback do primeiro dia de filmagem de Baby Jane mostra Bette e Joan conversando alegremente antes de entrar em seus trailers separados. | |                       |                                        |                     |                  |                     |

## Produção

### Desenvolvimento
Um fã de Davis desde a infância, Ryan Murphy entrevistou a atriz poucos meses antes de sua morte em 1989. A entrevista combinada de 20 minutos durou quatro horas, e inspirou a caracterização de Davis em Feud. Ele disse: "Quando eu perguntava a ela sobre Joan Crawford... Ela só ficava falando sobre o quanto ela a odiava. Mas então ela meio que dizia... 'Ela era uma profissional. E eu admirava isso'." Murphy primeiro concebeu Bette e Joan como um filme anos antes da série do canal FX, e abordou Sarandon e Lange nos papéis principais. Sarandon disse: "Parecia que não tinha um contexto, apenas sendo mal-intencionado e meio engraçado, mas o que mais? Ao expandi-lo para oito horas, você pode obter mais complexidade e tantos outros personagens".
Feud estava sendo escrita ao mesmo tempo em que Murphy estava formando sua "Half Foundation", que promove uma maior presença de mulheres em posições de produções de filmes e televisão. A temporada caracteriza 15 papéis ativas para mulheres com mais de 40 anos e metade dos episódios foram dirigidos por mulheres, incluindo Helen Hunt. Inicialmente uma antologia, Feud, desenvolvido por Murphy, foi escolhido para série pela FX, em 5 de maio de 2016. Bette and Joan é baseado em um roteiro de longa-metragem chamado Best Actress de Jaffe Cohen e Michael Zam e é inspirado na disputa da vida real entre Crawford e Davis, e explora questões de sexismo, idade e misoginia em Hollywood.
Sarandon disse: "Na nossa história, era um fato que [as pessoas por trás de Baby Jane] incentivava a animosidade [entre Crawford e Davis], em primeiro lugar para controlá-las, em segundo lugar para fazer o que eles pensavam era mais tensão na tela, e isso realmente não mudou muito." Melanie McFarland, do Salon, escreveu que a série mostra o "quão brutal o sistema de Hollywood foi com alguns dos maiores talentos de seu firmamento" e que "vai direto ao ponto de por que colaborar e se deliciar com a queda dos poderosos é eternamente viável." A rivalidade Crawford-Davis também foi documentada no livro de 1989 de Shaun Considine, Bette and Joan: The Divine Feud.

### Escolha de elenco
Jessica Lange, colaboradora frequente de Murphy, e Susan Sarandon foram designadas para estrelar como Joan Crawford e Bette Davis. Alfred Molina, Stanley Tucci, Judy Davis e Dominic Burgess também fizeram parte do elenco, nos papéis de Robert Aldrich, Jack L. Warner, Hedda Hopper e Victor Buono, respectivamente. Em agosto, Catherine Zeta-Jones e Sarah Paulson se juntaram ao elenco interpretando Olivia de Havilland e Geraldine Page, respectivamente.
Em setembro de 2016, foi relatado que o produtor executivo de American Horror Story, Tim Minear seria co-roterista da série junto com Murphy. Jackie Hoffman também se juntou ao elenco como Mamacita, governanta de Crawford. Em novembro de 2016, Molly Price, Kathy Bates e Alison Wright se juntaram ao elenco da série, nos papéis de Harriet Foster, Joan Blondell e Pauline Jamison. Em janeiro de 2017, foi anunciado Kiernan Shipka no elenco da série como filha de Davis, Barbara "B.D." Sherry.
Sarandon admitiu inicialmente estar "oprimida e apavorada" com a perspectiva de retratar Davis com precisão. Ela disse: "Ela é tão grande e ela realmente era tão grande, então eu tentei não fazer uma caricatura ou algo que uma imitadora faria ... Esse era o meu medo, que ela seria apenas uma espécie de unidimensional". Lange disse que seu desempenho foi informado por sua visão de que a "infância brutal" de Crawford foi mascarada pelo "verniz lindo e impenetrável dessa grande e linda estrela de cinema [...] Então, ela estava sempre em pé, o que é um tremendo fardo em si mesmo, mas sempre havia algo escondido por baixo de ser esta criança e mulher pobre, maltratada, não amada e abandonada". Ambas, Sarandon e Lange, pesquisaram seus papéis lendo livros sobre Davis e Crawford e assistindo e ouvindo performances e gravações na TV.

### Futuro
Em 28 de fevereiro de 2017, o FX renovou a série para uma segunda temporada de 10 episódios, com o subtítulo Charles and Diana . A temporada seria centrada no relacionamento entre Charles, Príncipe de Gales e Diana, Princesa de Gales, com Murphy e Jon Robin Baitz como escritores. Mais tarde, foi renomeado para Buckingham Palace, Matthew Goode e Rosamund Pike foram escalados para os papéis principais, no entanto os planos para a nova temporada foram abandonados em agosto de 2018.
Em novembro de 2019, Murphy comentou que não tinha planos para outra temporada, mas estava aberto para retomar o trabalho em Feud: "Meu negócio é com a Netflix. Isso não quer dizer que daqui a alguns anos eu não poderia começar novamente ou continuar caso tenha uma ótima ideia. Acho que todos estão abertos a isso, mas estou trabalhando em muitas outras coisas."

## Lançamento

### Marketing

Pôster promocional

Murphy deu várias entrevistas sobre Bette e Joan durante o Winter TCA Press Tour 2017. Os primeiros teaser e trailers do programa foram lançados em 19 de janeiro de 2017, e o segundo no dia seguinte. Na mesma semana, Lange e Sarandon apareceram na capa da Entertainment Weekly como Crawford e Davis. FX lançou outro teaser em 23 de janeiro, dois em 5 de fevereiro, um em 7 de fevereiro, e um em 8 de fevereiro. Um curto comercial para o show também foi ao ar durante o Super Bowl LI. Bette e Joan tiveram uma estreia do tapete vermelho no Chinese Theatre em Los Angeles em 1 de março de 2017.

### Premiere
Feud teve sua estreia oficial no Chinese Theatre em Los Angeles em 1º de março de 2017. Antes da estreia do programa, o FX realizou exibições do episódio piloto em vários bares gays nos Estados Unidos.

### Transmissão
A primeira temporada de 8 episódios, Bette and Joan, estreou em 5 de março de 2017 no canal FX, nos Estados Unidos, e no dia 12 de março de 2017, no canal FOX Premium 1, pertencente ao pacote FOX Premium Brasil.

### Sequência de título
A sequência principal do título foi lançada no canal da FX no YouTube em 8 de fevereiro de 2017. A sequência foi desenhada por Kyle Cooper e sua equipe, que também trabalhou com Murphy em American Horror Story e Scream Queens. Um minuto e 19 segundos cobre todos os aspectos importantes da disputa entre Bette Davis e Joan Crawford, enquanto as duas ícones de Hollywood estavam trabalhando em seu primeiro e único filme juntas, What Ever Happened to Baby Jane?, bem como alguns de suas rixas na vida real.
O estilo da sequência foi inspirado pelo designer gráfico Saul Bass e é ambientado à música criada por Mac Quayle, que é em parte influenciada pelo falecido compositor Bernard Herrmann. A direção gráfica de Cooper era uma combinação de projetos, incluindo títulos como Catch Me If You Can, The Man With the Golden Arm, e Anatomy of a Murder, juntamente com o filme Baby Jane em si. A coisa que Ryan gostava em Catch Me If You Can era a falta de detalhes no rosto dos personagens e os detalhes minimalistas em seus corpos, então esse é o estilo que Cooper adotou. Todo o processo foi uma continuação de ida e volta envolvendo Cooper, tirando as capturas de tela de Baby Jane em seu quadro de visão, lançando várias ideias do filme e tentando recriar o filme noir. Ele também queria ter certeza de que havia bastante brilho para contrastar a escuridão que estava acontecendo na vida dos personagens.
Quanto às lágrimas em forma de coração no final dos créditos, o objetivo era fazer referência à tristeza de uma amizade perdida e todo o desperdício de ódio e frustração. As lágrimas não só se encaixam com o logotipo do cartão de título, mas significam a amizade que poderia ter sido e lembram o público das estacas que havia para essas protagonistas. Há uma tristeza sobre o fato de que se elas não fossem inimigas, elas poderiam ter reconhecido a humanidade da outra, e era importante para Ryan que as pessoas saíssem com a ideia de que se as circunstâncias fossem diferentes e se não fossem assim competitivas, talvez elas pudessem ser amigas.

## Recepção

### Análise da crítica
No site agregador de críticas Rotten Tomatoes, a temporada tem uma classificação de aprovação de 92%, baseado em 95 avaliações, com uma classificação média de 8.08/10. O consenso crítico do site diz, "Embora seja alegre e docemente indulgente, Feud: Bette and Joan fornece compreensão comovente da humanidade, tristeza e dor enquanto alimenta mentes curiosas famintas por fofocas.". No Metacritic, a temporada tem uma pontuação de 81 de 100, baseado em 44 críticos, indicando "aclamação universal".
Melanie McFarland, de Salon, chamou a escrita de "criativamente perversa" e a série de "absurdamente fantástica", elogiando Lange e Sarandon por suas atuações e por "temperar suas fúrias decadentes e discussões vingativas com uma sensação devastadora de solidão que ameniza sua leveza na solenidade". Verne Gay do Newsday: escreveu que a série é "Cheia de alegria, humor, brilhante escrita e performances, e um profundo amor inabalável para o que realmente faz Hollywood grande—as mulheres." People chamou a série de "Amarga, penetrante e divertido". Spencer Kornhaber de The Atlantic descreveu os primeiros episódios como "hábeis e satisfatórios", mas sugeriu que "talvez seis parcelas, em vez de oito, eram tudo o que essa história precisava". Alan Sepinwall, da Uproxx, escreveu que a série é "grande e maliciosa, mas também inteligente e elegante, com o antigo cenário de Hollywood atenuando alguns dos impulsos criativos mais dispersos de Murphy". Emily Nussbaum, do The New Yorker, elogiou a ambição de Murphy e elogiou as duas estrelas, dizendo da série: "Sob os zingers e os muumuus à beira da piscina, o tema forte do programa é como o patriarcado habilmente trava as cabeças das mulheres - principalmente construindo uma casa lá.
Nem todos as críticas foram positivas.
Sonia Saraiya da Variety comparou Bette and Joan desfavoravelmente a The People v. O. J. Simpson: American Crime Story, escrevendo que Feud não é "não é tão brilhantemente exagerado e odioso como What Ever Happened to Baby Jane?, nem tão contextualizante e profundo como The People v. O. J. Simpson. David Weigand, do San Francisco Chronicle, deu à série uma crítica mista, criticando o roteiro e o desempenho de Lange, mas elogiando Sarandon, escrevendo: "Lange é sempre interessante, mas só ocasionalmente é convincente aqui como Crawford. A voz está muito alta, para começar. Sarandon está melhor, tão bom quanto o faz com um roteiro tão ruim." The Guardian também criticou a série por ser "leve", observando: "Com apenas oito episódios, há quase muito para cobrir e às vezes, anseia-se um pouco mais de profundidade em certos momentos." Eles destacaram o desempenho de Lange, no entanto, escrevendo, "Lange em particular passa de uma simples impressão para algo com muito mais peso. Em uma reviravolta na sorte que faria Crawford gargalhar em seu túmulo, é provável que ela seja a única a ganhar prêmios no final do ano, em vez de sua co-estrela."

### Controvérsia
Em 30 de junho de 2017, um dia antes de seu 101º aniversário, a atriz Olivia de Havilland entrou com uma ação judicial contra a série, pelo uso indevido da sua imagem, invasão de privacidade, enriquecimento ilícito e danos morais. O processo afirma que Feud, seguindo uma linha de pseudo-documentário, leva o público a acreditar que as declarações ditas pela De Havilland interpretada por Catherine Zeta-Jones, na série, são verdadeiras, mas, na vida real, De Havilland não teria declarado quaisquer destas informações: "FX não pediu atorização da Sra. De Havilland para usar seu nome ou identidade; e ela não foi compensada por tal uso. Além disso, a série coloca palavras em sua boca que são imprecisas e contrárias à reputação pautada pela integridade e dignidade que ela construiu em 80 anos de carreira, especialmente se recusando a participar de qualquer fofoca sobre outros atores para gerar atenção a si mesma", afirmaram os advogados de De Havilland, em declaração oficial. Os vários réus entraram com uma moção para rejeitar sob a lei "anti-SLAPP" da Califórnia. O tribunal de primeira instância negou a moção, mas, em 26 de março de 2018, o Tribunal de Apelações da Califórnia, Segundo Distrito, reverteu a decisão e ordenou que o processo fosse arquivado sob o fundamento de que ninguém pode "possuir história". O Tribunal de Recurso decidiu ainda que os réus tinham direito ao reembolso dos seus honorários advocatícios. De Havilland entrou com pedido de impedimento para prosseguir com a ação em tribunais superiores, garantindo uma ordem de restrição contra Murphy e a produtora de transmitir Feud até nova revisão e uma data de julgamento com a Suprema Corte dos Estados Unidos. Em janeiro de 2019, a Suprema Corte se recusou a ouvir o caso. Meses antes, de Havilland revelou que não havia assistido Feud, declarando ser oposta a qualquer tipo de representação de pessoas falecidas, que não podem refutar determinados incidentes. Outra contradição que consta na série é a afirmação de que de Havilland é a única dentre os que ali foram retratados a estarem vivos atualmente, quando, na verdade, também está viva B.D. Hyman (filha de Bette Davis), que na série é interpretada por Kiernan Shipka.

### Audiência
O primeiro episódio atraiu 2.26 milhões de espectadores ao vivo, o site Deadline.com caracterizou como "sólido" e tornou o programa mais assistido da FX naquela semana. Em comparação, a estreia de The People v. O. J. Simpson atraiu 5.1 milhões de telespectadores em 2016, e a série limitada da FX, Fargo obteve 2.66 milhões em 2014. A estreia gerou 3.8 milhões de espectadores nas avaliações da Nielsen ao vivo mais três dias e 5.17 milhões de telespectadores no total, incluindo duas transmissões de reprise, tornando-se a estreia de nova série com maior audiência no FX desde The People v. O. J. Simpson.
| № | Título                                               | Exibição original   | Rating/share (18–49) | Audiência (em milhões) | DVR (18–49) | Audiência em DVR (milhões) | Total (18–49) | Audiência total (em milhões) |
| - | ---------------------------------------------------- | ------------------- | -------------------- | ---------------------- | ----------- | -------------------------- | ------------- | ---------------------------- |
| 1 | "Pilot"                                              | 5 de março de 2017  | 0.5                  | 2.26                   | 0.4         | 1.54                       | 0.9           | 3.79                         |
| 2 | "The Other Woman"                                    | 12 de março de 2017 | 0.3                  | 1.32                   | 0.4         | 1.46                       | 0.7           | 2.78                         |
| 3 | "Mommie Dearest"                                     | 19 de março de 2017 | 0.3                  | 1.08                   | 0.4         | 1.46                       | 0.7           | 2.54                         |
| 4 | "More, or Less"                                      | 26 de março de 2017 | 0.3                  | 1.21                   | 0.3         | 1.33                       | 0.6           | 2.54                         |
| 5 | "And the Winner Is... (The Oscars of 1963)"          | 2 de abril de 2017  | 0.4                  | 1.36                   | 0.3         | 1.40                       | 0.7           | 2.76                         |
| 6 | "Hagsploitation"                                     | 9 de abril de 2017  | 0.3                  | 1.06                   | 0.3         | 1.28                       | 0.6           | 2.34                         |
| 7 | "Abandoned!"                                         | 16 de abril de 2017 | 0.4                  | 1.31                   | N/A         | 1.36                       | N/A           | 2.67                         |
| 8 | "You Mean All This Time We Could Have Been Friends?" | 23 de abril de 2017 | 0.3                  | 1.30                   | 0.3         | 1.37                       | 0.6           | 2.68                         |

### Prêmios e indicações
| Premiação                         | Categoria                                                                                     | Nomeação                                                                                              | Resultado | Ref.                 |
| --------------------------------- | --------------------------------------------------------------------------------------------- | --- | --------- | -------------------- |
| 69° Emmy do Primetime             | Melhor Minissérie ou Telefilme                                                                | Feud: Bette and Joan                                                                                  | Indicado  | [ 77 ]               |
| 69° Emmy do Primetime             | Melhor Atriz em Minissérie ou Telefilme                                                       | Jessica Lange                                                                                         | Indicado  | [ 77 ]               |
| 69° Emmy do Primetime             | Melhor Atriz em Minissérie ou Telefilme                                                       | Susan Sarandon                                                                                        | Indicado  | [ 77 ]               |
| 69° Emmy do Primetime             | Melhor Atriz Coadjuvante em Minissérie ou Telefilme                                           | Judy Davis                                                                                            | Indicado  | [ 77 ]               |
| 69° Emmy do Primetime             | Melhor Atriz Coadjuvante em Minissérie ou Telefilme                                           | Jackie Hoffman                                                                                        | Indicado  | [ 77 ]               |
| 69° Emmy do Primetime             | Melhor Ator Coadjuvante em Minissérie ou Telefilme                                            | Alfred Molina                                                                                         | Indicado  | [ 77 ]               |
| 69° Emmy do Primetime             | Melhor Ator Coadjuvante em Minissérie ou Telefilme                                            | Stanley Tucci                                                                                         | Indicado  | [ 77 ]               |
| 69° Emmy do Primetime             | Melhor Direção em Minissérie, Telefilme, ou Especial Dramático                                | Ryan Murphy (por "And the Winner Is... (The Oscars of 1963)")                                         | Indicado  | [ 77 ]               |
| 69° Emmy do Primetime             | Melhor Roteiro em Minissérie, Telefilme, ou Especial Dramático                                | Jaffe Cohen, Ryan Murphy e Michael Zam (por "Pilot")                                                  | Indicado  | [ 77 ]               |
| 69° Emmy do Primetime             | Melhor Roteiro em Minissérie, Telefilme, ou Especial Dramático                                | Ryan Murphy (por "And the Winner Is... (The Oscars of 1963)")                                         | Indicado  | [ 77 ]               |
| 69° Emmy do Primetime             | Casting de Série Limitada, Filme para TV, ou Especial                                         | Eric Dawson e Robert J. Ulrich                                                                        | Indicado  | [ 77 ]               |
| 69° Emmy do Primetime             | Trajes de Época/Fantasia de Série, Série Limitada, Filme para TV                              | Lou Eyrich, Hannah Jacobs, e Katie Saunders (por "And the Winner Is... (The Oscars of 1963)")         | Indicado  | [ 77 ]               |
| 69° Emmy do Primetime             | Melhor penteado de Série Limitada ou Filme para TV                                            | Chris Clark, Ralph Michael Abalos, Wendy Southard e Helena Cepeda                                     | Venceu    | [ 77 ]               |
| 69° Emmy do Primetime             | Design de título principal                                                                    | Ryan Murphy, Alexis Martin Woodall, Kyle Cooper, Nadia Tzuo e Margherita Premuroso                    | Indicado  | [ 77 ]               |
| 69° Emmy do Primetime             | Melhor Maquiagem (Não Protética) de Série Limitada ou Filme para TV                           | Eryn Krueger Mekash, Robin Beauschense, Tym Buacharern, Kim Ayers, Becky Cotton e David Williams      | Venceu    | [ 77 ]               |
| 69° Emmy do Primetime             | Música Tema de Título Principal                                                               | Mac Quayle                                                                                            | Indicado  | [ 77 ]               |
| 69° Emmy do Primetime             | Composição musical para Série Limitada, Filme para TV, ou Especial                            | Mac Quayle (por "Pilot")                                                                              | Indicado  | [ 77 ]               |
| 69° Emmy do Primetime             | Design de produção para um programa de narrativa contemporânea ou fantasia (uma hora ou mais) | Judy Becker, Jamie McCall e Florencia Martin                                                          | Indicado  | [ 77 ]               |
| 69° Emmy do Primetime             | Série curta de Não-ficção ou Reality                                                          | Feud: Bette and Joan: Inside Look                                                                     | Indicado  | [ 77 ]               |
| 33rd TCA Awards                   | Conquista notável em filmes, minisséries e especiais                                          | Feud                                                                                                  | Indicado  | [ 78 ]               |
| 33rd TCA Awards                   | Conquista individual em Série Dramática                                                       | Jessica Lange                                                                                         | Indicado  | [ 78 ]               |
| 33rd TCA Awards                   | Conquista individual em Série Dramática                                                       | Susan Sarandon                                                                                        | Indicado  | [ 78 ]               |
| Critics' Choice Television Awards | Melhor Minissérie                                                                             | Feud: Bette and Joan                                                                                  | Indicado  |                      |
| Critics' Choice Television Awards | Melhor Atriz em Minissérie                                                                    | Jessica Lange                                                                                         | Indicado  |                      |
| Critics' Choice Television Awards | Melhor Ator Coadjuvante em Minissérie                                                         | Alfred Molina                                                                                         | Indicado  |                      |
| Critics' Choice Television Awards | Melhor Ator Coadjuvante em Minissérie                                                         | Stanley Tucci                                                                                         | Indicado  |                      |
| Critics' Choice Television Awards | Melhor Atriz Coadjuvante em Minissérie                                                        | Judy Davis                                                                                            | Indicado  |                      |
| Critics' Choice Television Awards | Melhor Atriz Coadjuvante em Minissérie                                                        | Jackie Hoffman                                                                                        | Indicado  |                      |
| Globo de Ouro                     | Melhor Minissérie ou Filme para TV                                                            | Feud: Bette and Joan                                                                                  | Indicado  | [ 79 ]               |
| Globo de Ouro                     | Melhor Atriz – Minissérie ou Filme para TV                                                    | Jessica Lange                                                                                         | Indicado  | [ 80 ] [ 81 ] [ 82 ] |
| Globo de Ouro                     | Melhor Atriz – Minissérie ou Filme para TV                                                    | Susan Sarandon                                                                                        | Indicado  | [ 80 ] [ 81 ] [ 82 ] |
| Globo de Ouro                     | Melhor Ator Coadjuvante – Série, Minisséries ou Filme para TV                                 | Alfred Molina                                                                                         | Indicado  | [ 83 ]               |
| Hollywood Music in Media Awards   | Tema de título principal - Programa de TV/Série Limitada                                      | Mac Quayle                                                                                            | Indicado  | [ 84 ]               |
| Screen Actors Guild Awards        | Melhor Performance de Atriz em minissérie ou filme para televisão                             | Jessica Lange                                                                                         | Indicado  |                      |
| Screen Actors Guild Awards        | Melhor Performance de Atriz em minissérie ou filme para televisão                             | Susan Sarandon                                                                                        | Indicado  |                      |
| Art Directors Guild Awards        | Filme para televisão ou minissérie                                                            | Judy Becker (por "Pilot", "And the Winner Is…", "You Mean All This Time We Could Have Been Friends?") | Indicado  | [ 85 ]               |
| Writers Guild of America Awards   | Formato Longo – Original                                                                      | Jaffe Cohen, Tim Minear, Ryan Murphy, Gina Welch, Michael Zam                                         | Indicado  | [ 86 ]               |
| Producers Guild of America Awards | Melhor Produtor                                                                               | Feud: Bette and Joan                                                                                  | Indicado  | [ 87 ]               |
| ACE Eddie Awards                  | Melhor Edição de Minissérie ou filme para televisão                                           | Adam Penn e Ken Ramos (por "Pilot")                                                                   | Indicado  | [ 88 ]               |
| Costume Designers Guild Awards    | Excelência em séries de televisão de época                                                    | Lou Eyrich                                                                                            | Indicado  | [ 89 ]               |